# Adolph Frederik Lodewijk van Rechteren Limpurg Almelo

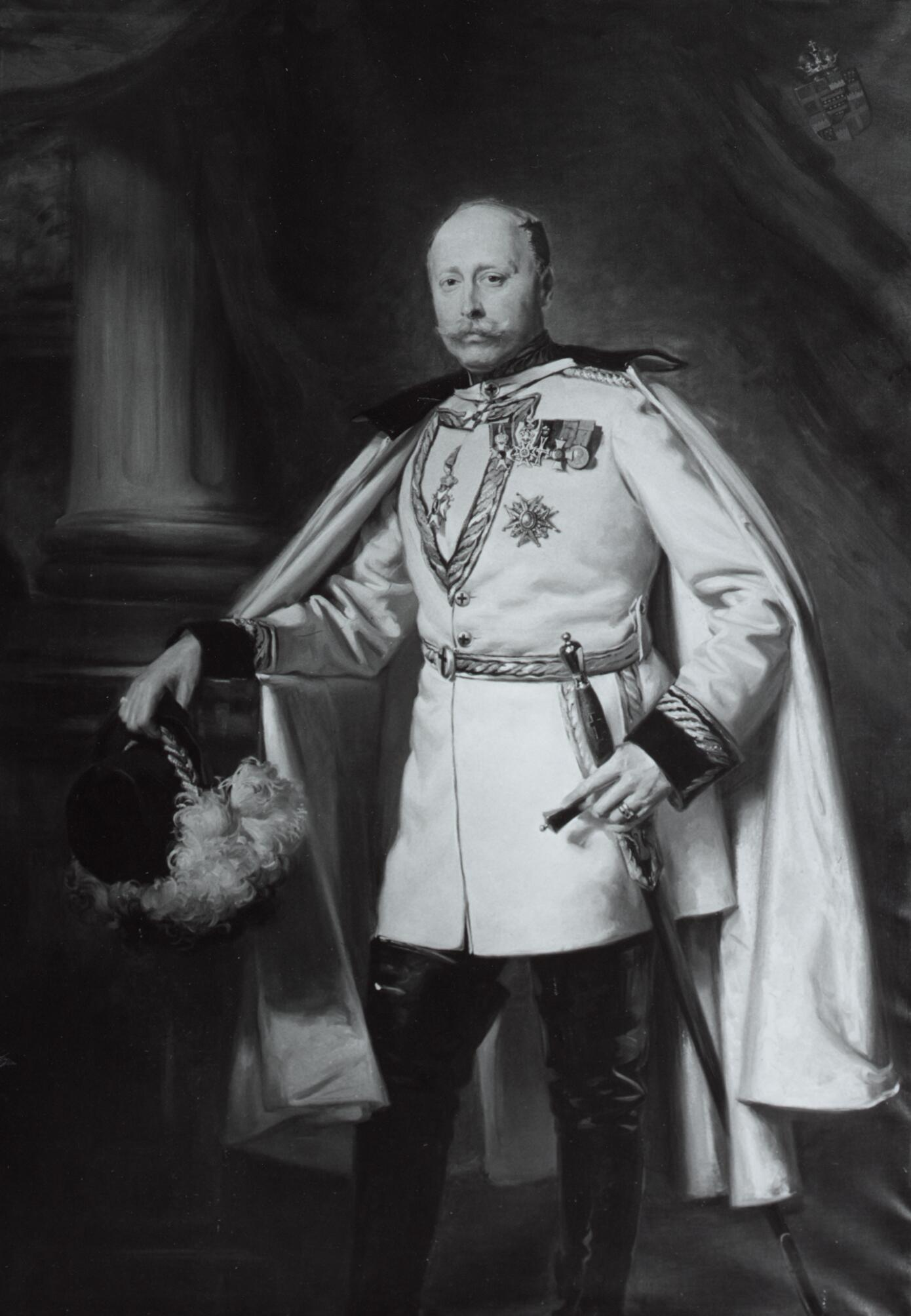
A.F.L. graaf van Rechteren Limpurg

Mr. Adolph Frederik Lodewijk graaf van Rechteren Limpurg Almelo (Huis Almelo, 21 augustus 1865 – Wassenaar, 20 maart 1935) was van 1909 tot 1925 commissaris van de Koningin in Overijssel. In deze functie zette hij zich in voor de modernisering van de infrastructuur van de provincie Overijssel en ondersteunde grootschalige bouwprojecten zoals de IJsselcentrale. Hij was een kleinzoon van de politicus Jacob Hendrik van Rechteren van Appeltern.